# История Нидерландов
Свидетельства о самых давних следах пребывания древнего человека на территории нынешних Нидерландов относится к периоду около 250 тыс. лет назад (Ранний палеолит).
В период Римской империи южная часть нынешних Нидерландов была оккупирована римлянами и стала частью провинции Белгика (лат. Gallia Belgica), а позднее — провинцией Нижняя Германия (лат. Germania Inferior). В это время страна была населена различными германскими племенами, а на её юге жили кельты, которые смешались с переселенцами из других германских племён во время переселения народов, последовавшим за падением Римской империи.
В 1477 году в результате брака Марии Бургундской территории Нидерландов стали владениями Габсбургов.
В 1556 году в результате династического раздела Священной Римской империи территория Нидерландов оказалась под властью Испании. Попытка введения испанских порядков натолкнулась на сопротивление местного населения. Развернулась антииспанская борьба под флагом кальвинизма. 26 июля 1581 года была провозглашена независимость страны, которая была официально признана другими странами после Восьмидесятилетней войны (1568—1648 годов).
В годы войны также начался золотой век республиканских Нидерландов, период экономического и культурного процветания, занявший всё XVII столетие.
В 1815 году по решению Венского конгресса территории Соединённых Провинций и Бельгии были объединены в королевство Нидерланды под властью дома Оранских. Однако под давлением либеральных политиков страна в 1848 году была преобразована в парламентскую демократию с конституционным монархом. Такое политическое устройство сохранилось и до нынешнего дня, с кратким перерывом во время нацистской оккупации.
Сейчас Нидерланды являются высокоиндустриализованной страной и крупным экспортёром сельскохозяйственной продукции. Международная торговля всегда занимала центральное место в нидерландской экономике (также влияя на культуру), и она была одной из основных причин борьбы за независимость, а потом и растущего богатства страны.

## Доисторическая эпоха
Первые археологические свидетельства пребывания древнего человека (неандертальца) на территории нынешних Нидерландов относятся к среднему палеолиту (около 250 тыс. лет назад). Первые жители были охотниками и собирателями. В конце ледникового периода территория была заселена различными палеолитическими группами. Ок. 8 тыс. лет до нашей эры мезолитическое племя проживало возле Бергумермейра во Фрисландии. Чёлн из Пессе имеет датировку 8200—7600 лет до н. э. Возрастом ок. 7000—7500 лет назад (поздний мезолит — ранний неолит) датируются останки Трейнтье.
Элпская культура бронзового века существовала в период 1800—800 гг. до н. э.
Богатство Нидерландов в железный век показывает королевская могила в Оссе (около 500 лет до н. э.), самая большая могила в Западной Европе (шириной 52 метра). В королевском захоронении было найдено множество артефактов, в том числе железный меч с прослойкой золота и кораллом. На территории Нидерландов в районе Велюве и в Северном Брабанте были обнаружены железные шары.
Во время прибытия римлян Нидерланды были заселены германскими племенами, такими как тубанты, канинефаты и фризы, которые поселились там около 600 г. до н. э. Кельтские племена, такие как эбуроны и менапии, заселяли юг страны. В начале римской колонизации некоторые германцы поселились к югу от Рейна и образовали немецкие племена батавов и токсандров. Батавы считались хорошими солдатами и сражались в нескольких важных войнах, например, в покорении Дакии императором Траяном. В дальнейшем националистические историки считали батавцев «истинными» предками нидерландцев, и эта точка зрения отражена в названии «Батавская республика».

## Священная Римская империя
Пришельцы слились со старым населением и образовали три народа «Нижних стран»: фризы вдоль побережья, саксы на востоке и франки на юге. Франки приняли христианство в 496 году. После покорения Фрисландии франками, фризы тоже приняли христианство. В крещении этих народов участвовали англосаксонские миссионеры Виллиброрд, Вульфрам и Бонифаций. Бонифаций был убит фризами в Доккуме в 754 году. Саксы на востоке крестились ещё до покорения Саксонии, и стали союзниками франков.
Южная часть Нидерландов принадлежала Франкской империи Карла Великого с центром в нынешней Бельгии и северной Франции, которая также включала Францию, Германию, Италию и северо-восточную Испанию. На севере современных Нидерландов располагалось Фризское королевство. Оно было завоёвано Франкским государством после битвы при Борне (734 год).
В 843 году по Верденскому договору Каролингская империя была разделена на три части между внуками Карла Великого — Лотарем I, Карлом II Лысым и Людовиком II Немецким. Нидерланды тогда вошли в «Срединное королевство» Лотаря I. В 870 году по Мерсенскому разделу «Срединного королевства» территория Нидерландов севернее р. Маас вошла в Восточно-Франкское королевство (Германию) Людовика Немецкого, а южная досталась Карлу Лысому и вошла в Западно-Франкское королевство (Францию).
С 800 до 1000 годов «Нижние страны» значительно страдали от нашествий викингов, один из которых разрушил богатый город Дорестад. Большая часть Нидерландов была оккупирована викингами с 850 до 920 год. Изучение истории государства в Нидерландах начинается с того, как в 862 году туда был приглашён конунг Рёрик Ютландский, который некоторыми исследователями отождествляется с летописным Рюриком, основателем Новгородского княжества и родоначальником древнерусской княжеской династии Рюриковичей. В это же время Франция и Германия боролись за контроль над «срединным» королевством. Местная знать сражалась с викингами, укрепляя при этим своё влияние. Господство викингов закончилось в 920 году, когда германский король Генрих I Птицелов захватил Утрехт и лишил зарождающееся государство независимости.
Германские короли и императоры контролировали Нидерланды в X и XI веках. После того, как король Оттон Великий был провозглашён императором, Германию стали называть Священной Римской империей. Город Наймеген играл большую роль для немецких императоров, и несколько императоров родились и умерли в этом городе. Утрехт также был важным городом и торговым портом. Германские чиновники плотно присматривали за графом Западной Фрисландии (Голландии), который затем восстал против них в 1018 году. Его графство должно было стать частью Утрехта после 1018 года, но из-за конфликта между римским папой и императором сохранило свою независимость.
Большая часть западных Нидерландов была почти не заселена между концом римского периода и примерно 1100 годом. Около 1100 года фермеры из Фландрии и Утрехта начали покупать болотистую землю, осушая и обрабатывая её. Этот процесс был быстрым, и пустовавшая земля была заселена в течение всего нескольких поколений. Создавались независимые фермы, которые не были частью деревень — уникальное явление для Европы того времени. До этого язык и культура большинства людей, заселявших территорию нынешней Голландии, были фризскими. Эта область была известна, как «Западная Фрисландия» (Westfriesland). По мере создания новых поселений, область принимала нижне-франконский характер, и в XII веке её стали называть «Голландией». Часть Северной Голландии, расположенной к северу от озера Ай (IJ), до сих пор иногда называют «Западная Фрисландия».
Около 1000 года произошло улучшение сельскохозяйственной технологии (иногда называемое сельскохозяйственной революцией), которое привело к значительному росту производства продовольствия. Экономика стала развиваться в быстром темпе, и повышение продуктивности позволило фермерам культивировать больше земли или становиться торговцами. Были образованы гильдии, и поскольку производство превышало местные потребности, это привело к формированию рынков. Появление денег значительно облегчило торговлю. Существовавшие города увеличили своё население, возле монастырей и замков возникли новые города, и в этих городских районах стал формироваться средний класс торговцев. Рост населения привёл к дальнейшему развитию коммерции и укрупнению городов.
Крестовые походы были популярны в Нижних Странах, и многие участвовали в боях на Святой земле. В Европе в это время царил относительный мир. Викинги, венгры и мусульмане прекратили свои грабежи. Крестовые походы и мир в Европе способствовали росту коммерции и торговли.
Появились и расцвели новые города, особенно во Фландрии и Брабанте. По мере роста богатства и влияния городов, они начали покупать определённые привилегии у своего суверена, включая права города, то есть право самоуправления и принятия законов. На практике, это означало, что самые богатые города стали частично независимыми республиками. Самыми важными городами были Брюгге и Антверпен, которые потом приобретут большое значение во всей Европе в качестве городов и портов.
Священная Римская империя не смогла сохранить политическое единство. Кроме растущей независимости городов, местные правители превратили свои графства и герцогства в частные королевства, и они были мало чем обязаны императору, который не обладал реальным контролем над значительной частью страны. Значительной частью нынешних Нидерландов фактически управляли граф Голландии, герцог Гелре (примерно соответствующей нынешней провинции Гелдерланд), герцог Брабанта и епископ Утрехта. Фрисландия и Гронинген на севере сохранили свою независимость и управлялись мелкой знатью.
Различные феодальные государства находились в состоянии почти постоянной войны. Гелре и Голландия воевали за контроль над Утрехтом. Утрехт, епископ которого в 1000 году управлял большей частью нынешних Нидерландов, утратил почти всё влияние из-за проблем с избранием новых епископов. В то же время династии соседних государств были более стабильными. Гронинген, Дренте и большая часть Гелре, которая раньше принадлежала Утрехту, приобрели независимость. Брабант пытался покорить своих соседей, но не добился успеха. Голландия старалась захватить Зеландию и Фрисландию, но тоже безуспешно.
На севере, Фрисландия продолжала сохранять свою независимость. Она имела свою систему государственного управления, называемую «фризская свобода», и сопротивлялась установлению феодальной системы и аристократии, характерных для других европейских городов. Фризы считали себя союзниками Швейцарии, и имели боевой клич «лучше мёртвый, чем раб». В дальнейшем они всё же потеряли свою независимость после поражения в 1498 году от немецких наёмников герцога Альбрехта, правившего в Саксен-Мейсене.

## Бургундские Нидерланды (1384—1482)
Большая часть нынешних Нидерландов и Бельгии была объединена герцогом Бургундии в 1433 году. До союза с Бургундией жители этих земель определяли себя по городу проживания или своему графству, или же идентифицировали себя как подданных Священной Римской империи. Бургундский период положил начало формированию нидерландской нации.
Покорение графства Голландия бургундским герцогом Филиппом Добрым было странным событием. Местная знать Голландии пригласила герцога покорить Голландию, хоть у него и не было исторических прав на эту страну. По мнению некоторых историков, это произошло из-за желания правящего класса Голландии объединить страну с Фламандской экономической системой и принять Фламандскую систему права. В XIV—XV веках многие европейские страны были обескровлены войнами, в то время как Фландрия жила в мире и относительном достатке.
После нескольких лет конфликта бургундские герцоги заменили графиню Голландии в качестве правителей страны. Голландская торговля стала быстро развиваться, особенно в области перевозки грузов и транспорта. Новые правители защищали голландские торговые интересы. Флот Голландии несколько раз побеждал флоты Ганзейского союза. Амстердам вырос и в XV веке его порт стал основным местом ввоза в Европу зерна из Балтийского региона. Амстердам распределял зерно в основные города Фландрии, Северной Франции и Англии. Эта торговля была важной для населения Голландии, потому что Голландия уже не могла прокормить себя собственным зерном. Из-за осушения земель, торф бывших болот опустился до такого уровня, что его уже нельзя было удерживать сухим.
Герцогство Гелре сопротивлялось влиянию Бургундии. Страдая от нехватки средств в XVI веке, Гелре не платила своим солдатам, а заставляла их грабить территорию соседних стран. Эти солдаты представляли большую опасность для бургундских Нидерландов. Серьёзным происшествием было разграбление ими Гааги. Гелре состояла в союзе с Англией, Францией и Данией, которые стремились положить конец богатству Фландрии и Антверпена и власти Бургундии в Нижних странах.
После гибели в 1482 году Марии Бургундской, дочери последнего герцога Бургундии Карла Смелого, большая часть её владений перешла к её сыну Филиппу I Красивому Габсбургу, женатому на Хуане, наследнице испанских монархов Фердинанда Арагонского и Изабеллы Кастильской. После смерти Филиппа I его сын Карл V не только получил в наследство Нижние Земли, но и добился от кортесов Арагона и Кастилии признания себя королём Испании.

## Нидерланды под властью Габсбургов (1482—1581)
Совокупные владения Карла V были столь огромны, что сознавая затруднительность управления ими, он в 1522 году отписал наследственные (австрийские) земли Габсбургов своему младшему брату Фердинанду I, оставив за собой всё остальное. Эти владения вместе с испанской короной в 1558 году в порядке наследования перешли от Карла V к его сыну Филиппу II. Таким образом Нидерланды стали частью владений старшей — испанской — ветви Габсбургского дома.
Восток Нидерландов был присоединён к владениям Габсбургского дома всего за несколько десятилетий до начала борьбы за независимость. Однако в 1548 году, за 8 лет до своего отречения от трона, император даровал семнадцати провинциям Нидерландов статус, независимый и от империи, и от Франции. Это ещё не была независимость, всего лишь значительная автономия.
Тем временем, после открытия Америки торговые пути переместились из Средиземного моря в Атлантический океан. При этом в силу своего выгодного с точки зрения торговли географического положения Нидерланды, а не собственно Испания являлись морскими воротами Габсбургов, и именно нидерландские купцы скапливали в своих руках основные доходы от трансатлантической торговли. Нидерланды стали стремительно богатеть. По улицам Антверпена ежедневно проезжали тысячи фургонов. В гавани заходили сотни кораблей. В этом городе имели свои представительства португальские, испанские, итальянские и даже турецкие торговые компании.

## Борьба за независимость
Голландская борьба за независимость от Испании привела к Восьмидесятилетней войне (1568—1648 годы). Для наведения порядка Филипп назначил наместником Нидерландов герцога Альбу, который начал исключительно жестокие репрессии, учредив так называемый «Кровавый совет». Однако репрессии Альбы лишь вызвали ещё большее ожесточение населения, и уже через несколько лет Альба был вынужден покинуть Нидерланды, не добившись успеха. 
Семь восставших провинций образовали в Утрехте в 1579 году Республику Семи Объединённых Провинций, также известную как «Объединённые Провинции». Вильгельм I Оранский, аристократ, потомками которого были все последующие нидерландские монархи, возглавил первый период войны. Несколько первых лет были успешными для испанских войск. Однако затем перевес постепенно перешёл к нидерландским войскам, которые успешно выдерживали осаду испанцев. Одним из переломных моментов в войне был захват Антверпена мятежными испанскими солдатами, убившими 10 тысяч мирных жителей. Это привело к бегству на север многих жителей фламандских городов (например, из Антверпена, Брюгге и Гента) и усилению сопротивления против испанской оккупации. После этого военные действия периодически возобновлялись в течение ещё 60 лет, но исход войны был уже решён. Вестфальский мир, заключённый 30 января 1648 года, подтвердил независимость Объединённых Провинций от Испании и Германии. Нидерландцы не считали себя немцами уже с XV века. Вестфальский мир юридически оформил их независимость от Германии и послужил дальнейшему формированию национальной идентичности. Тем не менее, попытки утвердить немецкий язык в качестве государственного языка Нидерландов предпринимались вплоть до середины XIX века. 

### Республика Соединённых провинций (1581—1795)
Республика являлась конфедерацией семи провинций (Голландия, Зеландия, Утрехт, Гронинген, Гельдерн, Оверэйсел,Фрисландия), и Генеральных земель, управляемых напрямую — Генеральными Штатами. Первым Штатгальтером был назначен Вильгельм I Оранский. На этой территории была объявлена религиозная свобода, собственное правительство, торговая и дипломатическая деятельность, система налогообложения и вооружённые силы.

### Испанские Нидерланды (1581—1795)
Испанские Нидерланды — южные провинции Нидерландов (Графство Эно, Графство Артуа, Лилль, Дуэ и Орши (Фландрия), Архиепархия Камбре, Графство Намюр, Графство Люксембург, Герцогство Лимбург), которые, вследствие Арасской унии, остались подданными испанского короля Филиппа II. Карл V и сам по материнской линии был испанцем, и женат был на представительнице одного из испанских королевских домов. Его сын Филипп II и родился, и вырос в Испании. Более того, Карл V целенаправленно воспитывал своего сына именно как будущего испанского короля. В результате этого Филипп II не имел особой привязанности к Нидерландам (он прожил там всего 4 года) и свои нидерландские владения рассматривал лишь как ресурсную базу Испании, источник налоговых поступлений в её казну — фактически Нидерланды были на положении испанской колонии. Голландская знать относилась к Филиппу с недоверием.
Будучи убеждённым католиком, Филипп нетерпимо относился к Реформации в Нижних странах, где появлялось всё больше кальвинистов. Его преследования протестантов, налоговый гнёт, попытки централизовать администрацию, суды привели к восстанию жителей Нидерландов.

## Золотой век Нидерландов
В период Восьмидесятилетней войны Нидерланды заменили Фландрию в качестве основного торгового центра Северной Европы. Нидерландцы торговали специями в Индии и Индонезии и основали колонии в Бразилии, Северной Америке, Южной Африке и Карибском регионе. Новая нация переживала экономический и культурный расцвет. Спекуляция тюльпанами привела к обвалу на бирже в 1637 году, но экономический кризис был вскоре преодолён. Благодаря всем этим достижениям XVII век называют золотым веком Нидерландов. Поскольку Нидерланды были республикой, ей правил не король, а аристократия городских торговцев, называемых регентами. Каждый город и провинция обладали собственными законами и значительной степенью автономии. Губернаторов отдельных провинций называли штатгальтерами. Обычно один человек являлся штатгальтером сразу нескольких провинций.
В 1650 году штатгальтер Вильгельм II, принц Оранский, внезапно умер; его сын, будущий штатгальтер Вильгельм III, ставший также королём Англии, родился через восемь дней. В результате страна на 22 года осталась без правителя. Основным политиком и дипломатом в это время был выдающийся деятель Ян де Витт. В данный период шла активная борьба между «регентами» и «оранжистами», то есть сторонниками Дома Оранских. Регентов в основном поддерживала буржуазия, а оранжистов — простые граждане. Принцы Оранские вновь стали наследственными правителями в 1672, а затем в 1748 году. Таким образом, Нидерланды были подлинной республикой только в периоды 1650—1672 и 1702—1748 годов. Эти периоды называются Первой и Второй Эпохами без штатгальтера.
В 1651 году Англия ввела в действие Акт о Навигации, который серьёзно повредил голландской торговле, препятствуя перевозке грузов по Европе голландскими кораблями. Этот акт привёл к Первой Англо-Голландской Войне (1652—1654). Война была закончена мирным соглашением в Вестминстере (1654), оставившем в силе «Акт о Навигации».
Богатство Нидерландов увеличивалось посредством работорговли. В 1619 году голландцы начали перевозку рабов между Африкой и Америкой, став к 1650 году главной работоргующей страной в Европе (около 1700 г. это звание перешло к Британии). Порт Амстердама стал европейской столицей работорговли. Порт использовали до 10 тысяч кораблей, перевозивших рабов и для многих соседних европейских стран.
1672 год известен в Нидерландах как «Год Бедствий» («Rampjaar»). Англия объявила стране войну, к которой присоединились Франция, Мюнстер и Кёльн. Произошло вторжение войск Франции, Мюнстера и Кёльна. «Козлами отпущения» в данной ситуации были сделаны опытные дипломаты Ян де Витт и его брат Корнель, пытавшиеся предотвратить войну. Они были казнены, а штатгальтером назначен принц Оранский Вильгельм III. Англо-французская попытка высадиться с моря на голландское побережье была отражена в трёх ожесточённых морских битвах, которыми руководил выдающийся адмирал Михаил де Рюйтер. Продвижение французских войск с юга удалось остановить только разрушением речных дамб, вызвавшим затопление собственных земель. С помощью дружественных немецких принцев нидерландцы отразили атаку Мюнстера и Кёльна, и с этими двумя государствами был заключён мир, в результате которого навсегда были потеряны некоторые земли на востоке. За этим последовали мирные соглашения с Англией в 1674 году и с Францией в 1678 году.
В 1688 году, после того, как три англо-голландские войны не выявили победителя, в отношениях с Англией опять возник кризис. Штатгальтер Вильгельм III предпринял превентивное вторжение в Англию, которое неожиданно привело к полному успеху. В Англии произошла «Славная Революция», в результате которой король Яков II был свергнут. На престол взошла его дочь Мария II, супруга Вильгельма III, который стал её соправителем. После смерти супруги он стал единоличным монархом правившим до своей кончины в 1702 году. Этот период был вершиной международного и морского могущества Нидерландов.
В XVII и XVIII веках в города Голландии приезжало много иммигрантов, особенно из протестантских областей Германии. В Амстердаме в XVII и XVIII веках около 50 % населения были иммигрантами первого поколения, родившимися вне Нидерландов. С учётом иммигрантов второго и третьего поколений, а также мигрантов из сельской местности, можно сказать, что в тот период население Амстердама в основном состояло из иммигрантов. Амстердам был относительно богат по сравнению с остальной Европой, и в нём было легко найти работу. К мигрантам относились терпимо, потому что они были нужны для развития экономики, и полиция их не беспокоила. Нидерланды также приняли много беженцев, включая фламандских протестантов, португальских и германских евреев, а также французских протестантов (гугенотов). Декарт не был беженцем, но всё же провёл основной период жизни в Нидерландах, потому что его привлекала терпимость в интеллектуальных вопросах.
В экономике весь XVIII век наблюдалась стагнация. Позиция Нидерландов как торгового центра северной Европы была ослаблена. Амстердам был крупнейшим финансовым центром Европы, но постепенно эта роль перешла к Лондону.
После приобретения независимости в 1648 году, Нидерланды пытались уменьшить влияние Франции, которая заменила Испанию в качестве самой могущественной страны Европы. Конец Войны за испанское наследство (1713) привёл к утере Нидерландами статуса сверхдержавы. В XVIII веке она лишь пыталась сохранить свою независимость, опираясь на политику нейтралитета. Французские вторжения в 1672, 1701 и 1748 году приводили к смене правительства.

## Период политической нестабильности

### Батавская революция
В конце XVIII века в Нидерландах усиливалась политическая нестабильность. Имел место конфликт между оранжистами, которые стремились к увеличению власти штатгальтера Виллема V Оранского, и «патриотами», которые под влиянием американской и французской революций хотели более демократическую форму правления. После того, как Нидерланды стали второй страной, признавшей независимость США, Британия объявила войну. Эта четвёртая англо-голландская война принесла тяжёлый ущерб Нидерландам, особенно экономике, и мирное соглашение было унизительным для страны. В 1785 году «патриоты» организовали вооружённое восстание с целью защиты муниципальной демократии в нескольких городах. Эта революция проходила под лозунгом «свободы» и носила весьма хаотичный характер. Дом Оранских при поддержке Британии призвал родственных прусских принцев помочь в подавлении революции. С помощью Пруссии оранжисты разгромили восстание и установили суровые репрессии: были казни, мэры многих городов были заменены, и в стране расположились прусские войска, содержавшие себя грабежом. Никто не смел появляться на публике без оранжевых кокард, и до 40 тысяч патриотов были вынуждены бежать в Брабант или во Францию.

### Батавская республика (1795—1806)
Коррумпированный и репрессивный режим Оранских не пользовался популярностью в стране. Поэтому неудивительно, что когда французская армия оккупировала Нидерланды в 1795 году, она почти не встретила сопротивления.
Виллем V Оранский бежал в Англию. «Патриоты» провозгласили «Батавскую Республику», но она оказалась недолговечной.
Великим пенсионарием Батавской республики с 1805 по 1806 год являлся Рутгер Ян Схиммелпеннинк.

### Голландское королевство (1806—1810)
В 1806 Наполеон превратил Нидерланды (с добавлением небольшой части нынешней Германии) в «Королевство Голландию», королём которого стал его брат Людовик Бонапарт. Это королевство тоже существовало недолго.

### Нидерланды в составеПервой Французской империи(1810—1815)
Наполеон решил, что Людовик ставит нидерландские интересы выше французских, и включил Нидерланды в состав французской империи в 1810 году. Французская оккупация закончилась в 1813 году с разгромом Наполеона. В победе над Наполеоном сыграл большую роль Виллем VI Оранский.
30 ноября 1813 года Виллем VI Оранский высадился на берег в Схевенингене и был встречен как национальный герой. Его немедленно провозгласили Суверенным Принцем Объединённых Нидерландов.
В период наполеоновской оккупации Дом Оранских подписал соглашение с Англией, в котором ей передавался «временный контроль» над всеми голландскими колониями. По сути, это означало конец нидерландской колониальной империи. Гайана и Цейлон так и не вернулись под власть Нидерландов, так же как Капская колония на юге нынешней ЮАР. Другие колонии, включая нынешнюю Индонезию, возвратились к Нидерландам после англо-голландского соглашения 1814 года.

### Объединённое королевство Нидерландов (1815—1839)
После поражения Наполеона в битве под Лейпцигом и отступления остатков его армии за Рейн, в ночь на 16 ноября 1813 года в Амстердаме началось восстание против французов, затем распространившееся и на другие города. В Гааге было создано временное правительство, глава которого Гейсберт ван Карел ван Гогендорп выступил с предложением восстановить монархию и попросить принца Виллема Фридриха возвратиться в Нидерланды в качестве суверенного правителя. После успешной операции по освобождению Нидерландов А. Х. Бенкендорфа, отправленного с небольшим отрядом из расположения Северной армии, находящейся под командованием принца Карла Юхана (будущий король Швеции Карл XIV Юхан), 30 ноября 1813 года Виллем I высадился с британским десантом под командованием Томаса Грэхама в Схевенингене. Сдавая города и крепости, французы покинули Нидерланды и отступили в Бельгию.
Венский конгресс в 1815 году утвердил образование единого государства из Нидерландов, Бельгии и Люксембурга с двумя столицами Амстердам и Брюссель.  Принц Оранский Виллем VI стал королём этого объединённого государства Виллемом I, таким образом окончательно установив монархический строй в Нидерландах. Франкоговорящие жители юга Бельгии чувствовали, что в новом государстве они ущемлены в правах. Между севером и югом были и другие различия: на юге развивалась индустрия, в то время как север в основном занимался торговлей; юг был католическим, а север протестантским. Эти различия привели к росту сепаратизма на юге и в конце концов к восстанию 1830 года. Бельгия объявила независимость от Нидерландов, и после короткой войны Виллем I вынужден был примириться с ней, учитывая также возможное военное вмешательство Франции на стороне Бельгии. Нидерланды формально признали независимость Бельгии лишь в 1839 году.

## Нидерланды (с 1839)
В 1848 году во многих странах Европы вспыхнула революция. Хотя в Нидерландах сохранялось относительное спокойствие, обстановка за рубежом побудила короля Виллема II согласиться на либеральные и демократические реформы. Король попросил известного либерала Рудольфа Торбеке переписать конституцию, превращая Нидерланды в конституционную монархию.
Новая конституция, провозглашённая 3 ноября 1848 года, существенно ограничила власть короля. Правительство теперь стало подотчётным только избранному парламенту, и населению были гарантированы многие гражданские свободы. Установленные конституцией отношения между монархом, правительством и парламентом почти не изменились и до наших дней.
Люксембург стал независимым государством в 1890 году со смертью короля Виллема III. Его дочь Вильгельмина не смогла унаследовать люксембургский престол, потому что люксембургским законом это позволялось только мужчинам.
К концу XIX века Нидерланды расширили свои колониальные владения в Индонезии, извлекая большой доход из эксплуатации страны. В 1860 писатель Мультатули написал знаменитый роман «Макс Хавелаар», сурово осуждавший жестокие колониальные порядки в Индонезии.

### Нидерланды в первой половине XX века: особенности внутренней и внешней политики
В 1909 году Нидерланды перешли на часовой пояс UTC+0:20.

#### Внешняя политика
Во время Первой мировой войны Нидерланды придерживались политики нейтралитета, во многом из-за того, что внешняя торговля была ключевой в жизнеобеспечении страны. Несмотря на это, ввиду морской блокады, правительство Нидерландов было вынуждено перестраивать экономику таким образом, чтобы производить большую часть необходимой продукции на своей территории. При этом им пришлось держать свою армию в состоянии постоянной мобилизации. Германское вторжение в Бельгию в 1914 году привело к большому потоку бельгийских беженцев в Нидерланды (около 1 миллиона человек). Первая мировая война привела к коренным изменениям в голландском обществе. В связи с блокадой Германии поставка продовольствия и товаров двойного назначения была ограничена и поставлена под контроль Великобритании. Это привело к нехватке продовольствия и введению карточек. В 1917 г. в Амстердаме произошёл картофельный бунт, с которым едва справилась армия, однако растущий дефицит продуктов создал в стране ситуацию, близкую к революционной. Ситуация нормализовалась с окончанием войны в 1918 году.
10 ноября 1919 года в Нидерланды с почётом переселился отрёкшийся от трона германский император Вильгельм II. Королева Вильгельмина отказалась выполнить требования союзников о выдаче главного военного преступника для осуждения его за нарушение мира и покоя в Европе.
В межвоенный период Нидерланды продолжали придерживаться политики нейтралитета. С 1919 года Нидерланды стали постоянным членом Лиги Наций. В 1920-е годы — власти страны преимущественно ориентировались на Англию, поддерживая её внешнеполитический курс. С 1930 года начинается сближение с США. Нидерланды неохотно шли на сближение с Великобританией и Францией, противостоявшими Германии.
Приход национал-социалистов к власти в Германии вызывал беспокойство в Нидерландах, но вооружённый конфликт с Германией казался маловероятным. Правительство и население верили, что Германия вновь проявит уважение к нейтралитету страны. Нидерландское правительство отклонило и предложение Германии заключить с ней договор, гарантировавший нейтралитет Нидерландов (октябрь, 1937 год). Нидерланды первыми признали захват Эфиопии фашистской Италией. В 1936 году был заключён германо-японский «антикоминтерновский пакт», что дало повод Нидерландам опасаться возможного захвата Индонезии Японией.
В 1937 году Нидерланды всё же приняли закон об увеличении армии, опасаясь агрессии со стороны Германии. Нидерландское правительство вынуждено было заключить соглашение с Англией о совместной защите колониальных владений в Юго-Восточной Азии. 1 сентября 1939 года — нападение Германии на Польшу, и 4 сентября Нидерланды объявили о своём нейтралитете.

#### Внутренняя политика
Во внутренней политике в начале XX века в политической жизни Нидерландов наиболее важным фактом стало образование блока клерикальных партий, протестантских Антиреволюционной партии и Христианско-исторического союза, а также Римско-католической партии. С 1901 года по 1905 год у власти находились клерикалы во главе с Кёйпером. В 1905 году к власти пришли либералы во главе с Теодором де Местером, но в 1908 году им пришлось уступить место коалиционному клерикальному кабинету, который возглавил Теодор Хемскерк. На парламентских выборах 1913 года клерикальные партии потерпели поражение. Вплоть до нацистской оккупации почти постоянно у власти находились либералы, которым приходилось делить её с клерикалами.
В этот период были проведены ряд реформ:
- всем гражданам страны было гарантировано социальное обеспечение;
- в 1917 году избирательное право было предоставлено всем совершеннолетним мужчинам, а в 1919 году избирательное право получили женщины;
- «Примирительный» закон 1917 года подвёл итог дискуссии о школьном образовании, обеспечив равное государственное субсидирование как конфессиональных, так и светских начальных школ.

После Первой мировой войны социальные и политические реформы продолжились.
В начале века только мужчинам с высокими доходами разрешалось голосовать на выборах в парламент. В 1918 году под давлением социалистов избирательное право было расширено на всех мужчин. В 1922 году право голоса получили также все женщины. После внесения поправок в 1917 году в конституцию женщинам было предоставлено пассивное избирательное право, то есть право быть избранными.
Великая депрессия 1929—1933 годов имела разрушительный эффект на экономику и продолжалась дольше, чем в большинстве других европейских стран. Экономический кризис привёл к высокой безработице и бедности, а также политической нестабильности.

### Вторая мировая война
С началом в сентябре 1939 года Второй мировой войны Нидерланды вновь провозгласили нейтралитет. Однако 10 мая 1940 года нацистская Германия атаковала Нидерланды и Бельгию и быстро захватила большую часть страны. Армия Нидерландов почти не имела танков и поэтому оказала слабое сопротивление, несмотря на проявленное упорство. Стремясь принудить Нидерланды к капитуляции, немецкая авиация 14 мая нанесла удар по Роттердаму, разрушив центр города со многими историческими зданиями. При бомбардировке погибло около 800 человек, и 78 тысяч жителей города остались без крова. Чтобы избежать дальнейших потерь, 15 мая Нидерланды капитулировали. Королевская семья, большая часть ВМФ Нидерландов и некоторые военные подразделения эвакуировались в Великобританию. Также были вывезены внушительные ценности и большая часть торгового флота. Принцесса Беатрикс и некоторые другие члены королевской семьи были эвакуированы в Канаду и оставались там до окончания войны.
В начале войны в стране жили около 140 тысяч евреев, и при оккупации началось их преследование. 40 тысяч евреев прятались от немцев и в результате выжили. Из остальных евреев только около тысячи уцелели до конца войны. Одной из погибших была юная Анна Франк, ставшая знаменитой, когда после войны был опубликован её дневник военных лет. В этом дневнике, который она вела с июня 1942 года до августа 1944 года, описывается, как семья Франк пряталась от фашистов в изолированной части дома в Амстердаме, а также содержатся общие размышления о войне и преследовании евреев.
Недовольство немецкой оккупацией постоянно росло, и многие жители вступили в движение сопротивления. Однако многие нидерландцы также сотрудничали с оккупантами, и тысячи молодых мужчин воевали на восточном фронте против СССР в составе войск СС.
Несмотря на оккупацию самих Нидерландов, правительство и королева были решительно настроены на продолжение военных действий. Голландские части и корабли внесли свой вклад в победу союзников, нидерландские колонии были важными поставщиками стратегического сырья и продовольствия.
Японские войска вторглись в нидерландские колониальные владения в Голландской Ост-Индии в январе 1942 года.
Войска Нидерландов капитулировали 8 марта 1942 года, и многих нидерландцев после этого вынудили работать в трудовых лагерях. Однако часть нидерландских кораблей и военных подразделений смогли добраться до Австралии, откуда они продолжили сопротивление против Японии.
В Европе войска союзников высадились во Франции в июне 1944 года, и к осени стали быстро продвигаться к границе Нидерландов. 17 сентября началась знаменитая операция американских, британских и польских войск «Market Garden» с целью захватить мосты на трёх крупных реках на юге Нидерландов. Несмотря на ожесточённые бои, немцы смогли удержать мост на Рейне в районе Арнема. В результате операция в целом потерпела неудачу, и в сентябре-ноябре 1944 года союзники сумели лишь освободить территорию к югу от Рейна. Остальная часть страны, на которой проживало большинство населения, оставалась под контролем немцев до мая 1945 года. Зимой 1944—1945 гг. экономика была полностью разрушена, и несколько тысяч человек погибли от голода. Германия подписала капитуляцию Нидерландам 5 мая 1945 года в городе Вагенинген. После войны немецкий наместник военных лет Артур Зейсс-Инкварт предстал перед судом в Нюрнберге и был казнён за военные преступления. Голландские планы аннексии германских территорий после Второй мировой войны предполагали аннексию Нидерландами некоторых территории Германии для компенсации понесенного военного ущерба, однако союзники решили отказаться почти от всех планов, на сегодня за Нидерландами осталось только 3 км² присоединенных территорий.

### Послевоенные годы
Сентябрь 1944 года — Нидерланды, Бельгия и Люксембург подписали в Лондоне таможенную конвенцию. Эти акты положили начало экономического сотрудничества Бенилюкс. После Второй мировой войны — изменение внешнеполитического курса. 1945 год — Нидерланды приняли участие в создании ООН, в том же году присоединились к «Плану Маршалла». 1948 год — в Париже Нидерландами подписано Соглашение об экономическом сотрудничестве, на основе которого была создана Европейская Организация экономического сотрудничества (ЕОЭС).
После войны Нидерланды быстро восстановили демократические формы правления. Из изгнания в Англии вернулись королева Вильгельмина и члены правительства. Был избран новый парламент, в котором большинство мест получили христианские демократы и социал-демократы. В 1945 году министерство юстиции организовало операцию «Чёрный Тюльпан», в результате которой в 1946-48 годах около 4 тысяч немцев были депортированы из страны.
Вскоре после капитуляции Японии в 1945 году острова Индонезии провозгласили независимость. Нидерланды начали войну, чтобы вернуть себе колониальные владения в Индонезии. Война была малоуспешной, и под международным давлением Нидерландам пришлось признать независимость Индонезии 27 декабря 1949 года. Около 300 тысяч нидерландских колонистов вернулись на родину. Западный Ириан оставался под нидерландским контролем до 1961 года, когда Нидерланды под угрозой военного вторжения вынуждены были передать этот регион Индонезии.
Брюссельский пакт, заключённый в марте 1948 году между Великобританией, Францией, Бельгией, Люксембургом и Нидерландами, стал основой Западноевропейского союза (созд. в 1954 году). С 1949 года Нидерланды стали одними из участников-основателей НАТО и членом Совета Европы. Нидерланды постепенно втягивались в русло проамериканской политики. Были подписаны договоры о финансировании США нидерландского военного производства, а после вступления в НАТО — о размещении американских атомных и ракетных баз, об оснащении американским вооружением армии Нидерландов. 1951 — Нидерланды вошли в Европейское объединение угля и стали (ЕОУС).
Экономика Нидерландов очень быстро развивалась в сороковые, пятидесятые и шестидесятые годы, во многом потому, что страна получила особенно много помощи по Плану Маршалла. Потеря доходов из Индонезии мало сказалась на экономике. Наблюдалась сильная нехватка рабочих рук, и власти поощряли иммиграцию, сначала из Италии и Испании. Когда этого оказалось недостаточно, сотни тысяч иммигрантов были привлечены на выгодных условиях из Турции и Марокко. Обычно иностранные рабочие через несколько лет могли получить постоянный вид на жительство и пригласить в Нидерланды на проживание свои семьи.
Суринам стал независимым государством в 1975 году, потому, что сами Нидерланды хотели избавиться от этой колонии. Сотни тысяч жителей Суринама, часто не имевшие никакого отношения к колонизаторам, в результате решили переехать в Нидерланды. С этого момента под контролем Нидерландов остались лишь Нидерландские Антильские Острова и Аруба, не стремившиеся к государственной независимости. Многие жители этих островов также переехали в Нидерланды. В результате массовой иммиграции из Индонезии, Турции, Марокко, Суринама и Антильских Островов Нидерланды стали страной со многими культурами и большой долей мусульманского населения.
В 1960-е и 1970-е годы произошли большие социальные и культурные изменения. Католики и протестанты стали гораздо больше общаться друг с другом, и различия между классами тоже стали менее заметными из-за роста уровня жизни и развития образования. Так же, как и в других западных странах, наступила сексуальная революция. В 1972 году издаётся директива, официально закрепляющая разделение наркотиков на лёгкие и тяжёлые, употребление и хранение лёгких наркотиков превращается директивой из преступления в проступок. Экономические права женщин намного расширились, и они всё чаще стали занимать высокие позиции на предприятиях и в правительстве. Правительство стало заботиться не только об экономическом росте, но и о защите окружающей среды.
На рубеже 1970—1980-х в стране разгорелась острая борьба относительно дислокации американских крылатых ракет.

### Нидерланды с 1980-х годов
В 1980—1990-х годах поддерживалось примерное равновесие четырёх политических партий. С 1977 года по 1994 год Христианско-демократический призыв (ХДП) и социал-демократическая Партия труда (ПТ) попеременно занимали ведущее положение на политической сцене страны. В 1980-е годы ХДП стала самой влиятельной партии и возглавлялась Руудом Любберсом. Но ПТ так же удерживала позиции одной из ведущих партий Нидерландов. В период с 1977 по 1994 ХДП был представлен в правительстве на протяжении 17 лет, наряду с ним были представлены партии: ПТ, либеральная Народная партия за свободу и демократию (НПСД) и леволиберальная «Демократы-66». «Демократы-66» всегда была из них самой малочисленной.
Темпы роста в это время отмечены в секторе коммерческих услуг: транспорт, банковское дело, система страхования, телекоммуникации и т. д.

#### Правительство Любберса (1982—1994)
В ноябре 1982 года было приведено к присяге правоцентристское коалиционное правительство, состоящее из ХДП и НПСД. Из-за того, что не был достигнут компромисс в вопросе о размещении в Нидерландах натовских ракет, ПТ не вошла в правительственный кабинет. Дискуссии начала 1980-х годов по поводу решения НАТО разместить ядерные ракетные установки в Европе прекратились, когда США и СССР договорились о ликвидации ракетных установок средней дальности в Европе. К началу 1990-х годов третий кабинет Любберса столкнулся с неприятностями. Падение мировой экономической конъюнктуры, вызванное войной в Персидском заливе и другими внешнеполитическими событиями, сильно ударило по экономике Нидерландов, а на тот момент экономические показатели страны были очень велики. Во многом эти события определили уход ХДП из правительственного кабинета в 1994. На выборах в 1990-х годах ХДП утратил почти половину голосов, которые были отданы за НПСД. В 1998 ПТ по численности обогнала ХДП, оттеснив её на второе место.

#### Правительство Кока (1994—2002)
В 1994—2002 правительство возглавлял лидер Партии труда Вим Кок.
1998 год — парламентские выборы. Страна пребывает в состоянии экономического подъёма. Политические дебаты в этот период происходили преимущественно по вопросам сокращения дефицита бюджета, социального обеспечения и экологии. Победу получили ПТ, НПСД, «Д-66». Вим Кок, возглавивший «пурпурную коалицию» из ПТ, НПСД и «Демократов-66», уделял особое внимание сокращению безработицы, здравоохранению, проблемам молодёжи, положению национальных меньшинств, защите окружающей среды. Особое значение придавалось иммиграционной политике. Были созданы новые управленческие структуры, которые занимались проблемами больших городов, политикой интеграции, вопросами беженцев и желающих получить политическое убежище в Нидерландах. 1 апреля 2001 года Нидерланды стали первой страной, узаконившей однополые браки. 1 апреля 2002 года эвтаназия в Нидерландах стала легальной.
Предвыборная кампания 2002 года. Пим Фортейн. Название его партии в оригинале звучит: «Leefbaar Nederland», и название можно перевести как «Жизнеспособные Нидерландцы» или «Нидерланды, удобные для жизни». Партия придерживалась праволиберального направления. Из-за высказываний Пима Фортейна против ислама, и о введении квот для иммигрантов, вызвал к себе противоречивое отношение. Но Фортейн создал новую организацию «Список Пима Фортейна». Незадолго до выборов Пим Фортейн был убит.

#### Правительство Балкененде (2002—2010)
Кабинет возглавил лидер ХДП Ян Петер Балкененде. Он же занял и пост министра общих дел. Балкененде возглавлял правительственные кабинеты с 22 июля 2002 года по 14 октября 2010. Его первый кабинет оказался нежизнеспособным. Причина кризиса — политические разногласия между министрами, представлявшими партию «Список Пима Фортейна», и проявилось все во время выработки правительством позиции страны по поводу предстоящего расширения ЕС. В октябре 2002 правительство ушло в отставку.
Внеочередные парламентские выборы 2003 года. «Список Пима Фортейна» ушёл в оппозицию. Многочисленные демонстрации и митинги во многих городах против войны в Ираке.
20 февраля 2010 года четвёртый кабинет министров Яна-Петера Балкененде распался из-за разногласий членов коалиции по поводу участия нидерландских войск в антитеррористической операции в Афганистане. Лидер Партии труда Ваутер Бос выступил за скорейший вывод всех нидерландских войск из Афганистана, тогда как лидер коалиции Ян-Петер Балкененде настаивает на продлении мандата в Афганистане ещё на один год (мандат истёк в августе 2010 года). В феврале 2010 года в Афганистане находились 1900 нидерландских солдат. Были назначены новые выборы.

#### Правительство Рютте (с 2010)
На парламентских выборах 9 июня 2010 года правящая партия Христианско-демократический призыв лишилась 20 из 41 депутатских мандатов, а наилучших результатов на выборах добились Народная партия за свободу и демократию, Партия труда и известная своими антимусульманскими взглядами Партия свободы. С октября 2010 года премьер-министром в Нидерландах является Марк Рютте, возглавивший правящую коалицию, сформированную НПСД и ХДП. Партия свободы поддержала новую правящую коалицию, но не получила министерских портфелей.
После досрочных парламентских выборов, состоявшихся в сентябре 2012, Рютте сформировал коалиционное правительство Народной партии за свободу и демократию и Партии труда.
30 апреля 2013 года королева Беатрикс отреклась от престола в пользу сына — принца Виллема-Александра.